# Елисеев, Лев Михайлович
Лев Михайлович Елисеев (17 августа 1934, пос. Синявино, Ленинградская область — 26 июня 2015, Санкт-Петербург) — советский и российский актёр театра и кино, заслуженный артист РСФСР (1984).

## Биография
В 1957 г. окончил актёрское отделение Ленинградского института театра, музыки и кинематографии (класс Б. В. Зона).
С 1957 по 1961 гг. — артист Театра юного зрителя в Риге (Латвия).
С 1961 г. — артист Ленконцерта (ныне — государственная концертно-симфоническая организация «Петербург-Концерт»). Выступал как исполнитель ряда сольных программ из произведений мировой прозы и поэзии.
С 1989 по 1991 гг. — артист театра «Эксперимент».
С 2007 г. — артист контрактной труппы Санкт-Петербургского театра «Русская антреприза» имени Андрея Миронова.

## Театральные работы
- Владимир Михайлович Головлёв («Господа Головлёвы» М. Е. Салтыкова-Щедрина, режиссёр Влад Фурман)
- Егор Карташов, управляющий («Нахлебник» И. С. Тургенева, режиссёр Евгений Баранов)
- Фёдор Иванович («Исхитрилась, или Плоды просвещения» Л. Н. Толстого, режиссёр Юрий Цуркану)
- Крапилин («Бег» М. А. Булгакова, режиссёр Ю. Цуркану)
- Акимыч («Красавец-мужчина» А. Н. Островского, режиссёр Ю. Цуркану)

## Фильмография
| Год  |    | Название | Роль                                                              |
| ---- | -- | --- | ----------------------------------------------------------------- |
| 1967 | тф | Дорога домой | немецкий кинооператор                                             |
| 1994 | ф  | Последнее дело Варёного                                                                                              | Георгий Нодарович, ухажёр Светланы Андреевны                      |
| 1994 | ф  | Секрет виноделия | охотник                                                           |
| 1998 | ф  | Дух | Имя персонажа не указано                                          |
| 1999 | ф  | Барак | эпизод                                                            |
| 1999 | ф  | Молох | мажордом                                                          |
| 2001 | ф  | Телец | доктор                                                            |
| 2002 | ф  | Агентство «Золотая пуля»                                                                                             | Александр Трофимович Чирков, адвокат                              |
| 2002 | ф  | Письма к Эльзе | дедушка                                                           |
| 2002 | с  | Тайны следствия-2. Падение (фильм 3)                                                                                 | сторож на кладбище                                                |
| 2003 | с  | Идиот | Николай Петрович                                                  |
| 2003 | ф  | Как в старом детективе                                                                                               | Шиловский                                                         |
| 2003 | с  | Мангуст. Камень Рюрика (7-я серия)                                                                                   | Лунин, профессор                                                  |
| 2003 | ф  | Не ссорьтесь, девочки!                                                                                               | Лейба Аронович                                                    |
| 2003 | ф  | Русский ковчег | артист                                                            |
| 2004 | ф  | Новые приключения Ниро Вульфа и Арчи Гудвина. Тайна красной шкатулки (4-я серия)                                     | эпизод                                                            |
| 2004 | с  | Опера. Хроники убойного отдела. Ищи деньги (фильм 2)                                                                 | директор лицея                                                    |
| 2004 | с  | Опера. Хроники убойного отдела. Простой мотив (фильм 16)                                                             | оценщик в скупке                                                  |
| 2004 | с  | Потерявшие солнце | директор издательства                                             |
| 2004 | с  | Улицы разбитых фонарей-6. Чёрный король (21-я серия)                                                                 | Соловьёв                                                          |
| 2005 | с  | Sказка O Sчастье | ветеринар                                                         |
| 2005 | с  | Господа присяжные, 9-я, 10-я и 11-я серии                                                                            | Валуев                                                            |
| 2005 | с  | Мастер и Маргарита                                                                                                   | жилец жилтоварищества                                             |
| 2005 | с  | Одна тень на двоих                                                                                                   | эпизод                                                            |
| 2006 | с  | Вызов-2. Инкубационный период (Фильм 5)                                                                              | Имя персонажа не указано                                          |
| 2006 | с  | Катерина | эпизод                                                            |
| 2006 | ф  | Клиника | друг Манделя                                                      |
| 2006 | с  | Лабиринты разума. Наследница (Фильм 16)                                                                              | Алексей Петров: дед                                               |
| 2006 | ф  | Русские деньги | Павлин Савельевич, мажордом Мурзавецкой                           |
| 2006 | ф  | Свой-чужой | Владимир Сергеевич, математик                                     |
| 2006 | с  | Секретная служба Его Величества. Художник Верещагин (Фильм 3)                                                        | Соломон Штраух, владелец парикмахерской                           |
| 2006 | с  | Секретные поручения                                                                                                  | эпизод                                                            |
| 2006 | с  | Синдикат | эпизод                                                            |
| 2006 | ф  | Столыпин… Невыученные уроки                                                                                          | Минор                                                             |
| 2006 | ф  | Туда, где живёт счастье                                                                                              | дед                                                               |
| 2006 | ф  | Час пик | эпизод                                                            |
| 2007 | с  | Бандитский Петербург — 10. Расплата (3-я и 12-я серии)                                                               | Иван Сергеевич                                                    |
| 2007 | ф  | Бог печали и радости (Украина)                                                                                       | Николай Григорьевич, директор обсерватории                        |
| 2007 | ф  | Ветка сирени | Цезарь Кюи                                                        |
| 2007 | с  | Литейный, 4 (1-й сезон). «Без единой остановки» (21-я серия)                                                         | Виктор                                                            |
| 2007 | с  | Мушкетёры Екатерины                                                                                                  | староста                                                          |
| 2007 | с  | Пером и шпагой | фон Левальд, фельдмаршал Пруссии                                  |
| 2008 | с  | Александр. Невская битва                                                                                             | Фёдор Данилыч                                                     |
| 2008 | ф  | Взятки гладки | эпизод                                                            |
| 2008 | с  | Дилер. «Портрет неизвестного» (6-я серия)                                                                            | Аркадий Михайлович, антиквар                                      |
| 2008 | с  | Золото Трои | Соломон                                                           |
| 2008 | ф  | Придел Ангела | Святослав                                                         |
| 2009 | с  | Агент особого назначения. Свидетель (Фильм 6)                                                                        | Бетховен                                                          |
| 2009 | ф  | Буратино, сын Пиноккио (Россия, Эстония)                                                                             | Пиноккио, папа Буратино                                           |
| 2009 | с  | Вербное воскресенье                                                                                                  | Илья Михайлович, директор комиссионного магазина                  |
| 2009 | с  | Катерина. Возвращение любви                                                                                          | главный бухгалтер                                                 |
| 2009 | с  | Когда растаял снег                                                                                                   | гинеколог в Хельсинки                                             |
| 2009 | с  | Летучий отряд. Порт (Фильм 1)                                                                                        | Аркадий Валентинович Фомин, криминальный бизнесмен                |
| 2009 | с  | Литейный (3-й сезон). Безумный уик-энд (Серия 7)                                                                     | Сысоев                                                            |
| 2010 | с  | Военная разведка. Западный фронт. Казимир (Фильм 4)                                                                  | Франек, сапожник                                                  |
| 2010 | с  | Десант есть десант                                                                                                   | дед Маши                                                          |
| 2010 | с  | Дорожный патруль — 4. Эхо войны (16-я серия)                                                                         | Ратнер                                                            |
| 2010 | с  | Лиговка. Мадам Зи (фильм 3)                                                                                          | Аристарх Петрович, бывший камергер                                |
| 2010 | ф  | Маленькие трагедии (анимационный). Скупой рыцарь                                                                     | ростовщик                                                         |
| 2010 | с  | Морские дьяволы — 4. Доставить любой ценой (14-я серия)                                                              | садовник                                                          |
| 2010 | ф  | Петля | Дмитрий Иванович Воронов («Ворон»), главарь банды                 |
| 2010 | с  | Прощай, «макаров»!. Бриллиант (4-я серия)                                                                            | «Князь», карточный шулер                                          |
| 2010 | с  | Улицы разбитых фонарей-10. Ангел смерти (10-я серия)                                                                 | Яков Соломонович Глейзер                                          |
| 2011 | с  | Агент особого назначения 2. Крестный отец (Фильм 4)                                                                  | Бетховен                                                          |
| 2011 | с  | Версия-3. Ударом на удар (Фильм 1)                                                                                   | Кант, адвокат                                                     |
| 2011 | ф  | Возмездие | старик Соломон, антиквар                                          |
| 2011 | с  | Литейный (6-й сезон). Компромат (10-я серия)                                                                         | Котов                                                             |
| 2011 | ф  | Маяковский. Два дня                                                                                                  | Милорадович, профессор                                            |
| 2011 | с  | Ментовские войны 6. Русская рулетка (Фильм № 4)                                                                      | Кирилл Яковлевич Гроссман, адвокат                                |
| 2011 | с  | Отрыв | эпизод                                                            |
| 2011 | с  | Формат А4. «Знакомство» (1-я серия), «Вспомнить, что было» (2-я серия), «О положительном опыте разрывов» (3-я серия) | Борис Нохимович, бухгалтер                                        |
| 2012 | с  | Агент особого назначения 3. «Большой куш» (Фильм № 3), «Старик и мэрия» (Фильм № 6)                                  | Людвиг Иванович Бетховен                                          |
| 2012 | с  | Икорный барон. Конкуренты (Фильм 5)                                                                                  | эпизод                                                            |
| 2012 | с  | Патруль. Васильевский остров. Любовь, пожар и боливар (15-я серия)                                                   | Владимир Петрович                                                 |
| 2012 | ф  | Поддубный | Николай Николаевич                                                |
| 2012 | с  | Хвост. Удушливая любовь (10-я серия)                                                                                 | Борисов, адвокат                                                  |
| 2013 | с  | Всё началось в Харбине                                                                                               | Исаак Абрамович Гринберг, антиквар                                |
| 2013 | с  | Двое с пистолетами. Дело № 8 (Фильм 8)                                                                               | Роберт Иосифович Заславский, преподаватель музыки                 |
| 2013 | с  | Кулинар-2 (Россия, Украина). «Медвежатник» (Фильм 4)                                                                 | Гоша Ростовский, медвежатник                                      |
| 2013 | с  | Куприн. Яма (Фильм 1)                                                                                                | эпизод                                                            |
| 2013 | с  | Лекарство против страха                                                                                              | Даниил Коминтернович Ласточкин, профессор                         |
| 2013 | ф  | Роль | священник                                                         |
| 2013 | ф  | Снегурочка | Александр Филиппович Последов, архитектор, академик               |
| 2013 | ф  | Трудно быть Богом (История арканарской резни)                                                                        | эпизод                                                            |
| 2013 | с  | Улицы разбитых фонарей-13. Уж замуж невтерпёж (29-я серия)                                                           | дед Дарьи                                                         |
| 2013 | с  | Чужой район-3. Память (8-я серия)                                                                                    | Бобров                                                            |
| 2013 | с  | Шаман-2. Кортик капитана Нечаева (Фильм 3)                                                                           | Еременко, ювелир                                                  |
| 2014 | ф  | Ленинград 46. Побег (Фильм 2)                                                                                        | Исаак Романович Смолович, свидетель                               |
| 2014 | с  | Лучшие враги. (25-я серия «Заказчик»)                                                                                | Вадим Фёдорович Ухватов                                           |
| 2014 | ф  | Охотники за головами                                                                                                 | Дмитрий Андреевич Гиляровский, академик                           |
| 2014 | ф  | Старое ружьё | Лев Михайлович, военврач                                          |
| 2014 | ф  | Хроника гнусных времён                                                                                               | Франц Иосифович, ювелир                                           |
| 2015 | с  | Гастролёры | папаша Каприс                                                     |
| 2015 | с  | Граница времени. Тайна Сен-Жермена (3-я серия)                                                                       | Франсуа                                                           |
| 2015 | с  | Дружина. Судьба престола (Фильм 4)                                                                                   | Дид, новгородский предатель                                       |
| 2015 | с  | Невский. Найти и уничтожить (29-я серия)                                                                             | Будницкий                                                         |
| 2015 | ф  | Рождённая звездой | Алексей Дмитриевич                                                |
| 2015 | с  | Тайны следствия-15. Мальчик со скрипкой (Фильм 2)                                                                    | Моисей Карлович Гольдберг, невропатолог (озвучил Андрей Павловец) |
| 2015 | с  | Такая работа. Выстрел из прошлого (41-я серия)                                                                       | Вячеслав Сергеев, маньяк                                          |

## Награды и звания
- Медаль ордена «За заслуги перед Отечеством» II степени (2005).
- Заслуженный артист РСФСР (1984).
- Заслуженный артист Дагестанской АССР.

## Семья
Жена — актриса-травести Маргарита Михайловна Батаева (1936 - 2017).
Сын — литературный и кинокритик, публицист и переводчик Никита Львович Елисеев (род. 1959).